# القلاض (صنعاء)

تعديل مصدري - تعديل

القلاض هي إحدى قرى الجمهورية اليمنية. وهي تتبع جغرافيًا لمحافظة صنعاء. وإداريًا لمديرية بني مطر. يبلغ تعداد سكانها 1478 نسمة حسب الإحصاء الذي جرى عام 2004.